# قمبريط أنيق
قمبريط أنيق (الاسم العلمي:Combretum elegans) هو نوع غير مؤكد من النباتات يتبع جنس القمبريط من الفصيلة القمبريطية.